# كين بلاك
كين بلاك هو سياسي كندي، ولد في 11 مارس 1932 في بريسبريدج في كندا، وتوفي بنفس المكان في 29 أغسطس 2016. حزبياً، نشط في الحزب الليبرالي في أونتاريو ‏. وقد انتخب عضو برلمان مقاطعة أونتاريو.